# Anthepiscopus ribesii
Anthepiscopus ribesii är en tvåvingeart som beskrevs av Becker 1891. Anthepiscopus ribesii ingår i släktet Anthepiscopus, ordningen tvåvingar, klassen egentliga insekter, fylumet leddjur och riket djur. Inga underarter finns listade i Catalogue of Life.